# Секст Помпей Колега
Секст Помпей Колега (на латински: Sextus Pompeius Collega) e сенатор на Римската империя през 1 век.
Син е на Гней Помпей Колега (суфектконсул 71 г.). През 93 г. Помпей Колега е консул заедно с Квинт Педуцей Присцин.